# Selbstbildnis mit fiedelndem Tod
Selbstporträt mit fiedelndem Tod ist ein 1872 entstandenes Gemälde des Schweizer Künstlers Arnold Böcklin. Es befindet sich heute in der Nationalgalerie, Staatliche Museen Preußischer Kulturbesitz, Berlin. Es wurde erstmals 1872 im Münchner Kunstverein ausgestellt und etablierte Arnold Böcklins Ruf in der Münchner Kunstgemeinde.

## Bildinhalt
Das Selbstporträt entstand während Arnold Böcklins Münchner Zeit. Es zeigt den Künstler mit Pinsel und Malerpalette, sein Blick geht über den Betrachter hinweg, scheinbar in die Ferne. Seine Aufmerksamkeit gilt jedoch der Figur des Todes, der sich hinter ihm aus dem schwarzen Hintergrund über seine linke Schulter an ihn schmiegt. Böcklin lauscht dessen Violine, die nur eine, die tiefste G-Saite hat.
Der Künstler trägt eine hochgeschlossene, dunkle Jacke. Darunter trägt er ein weißes Hemd mit hohem Kragen. Ähnliche Selbstporträts gibt es von Arnold Böcklin aus seiner Zeit in Rom in den Jahren 1863 bis 1864. Anders als damals und auf seinem Selbstporträt von 1878, das sich im Hessischen Landesmuseum Darmstadt befindet, hat er in diesem Porträt einen Vollbart. Ähnliche Selbstporträts entstanden 1875/1876 (heute Hamburger Kunsthalle) und 1893 (Kunstmuseum Basel).

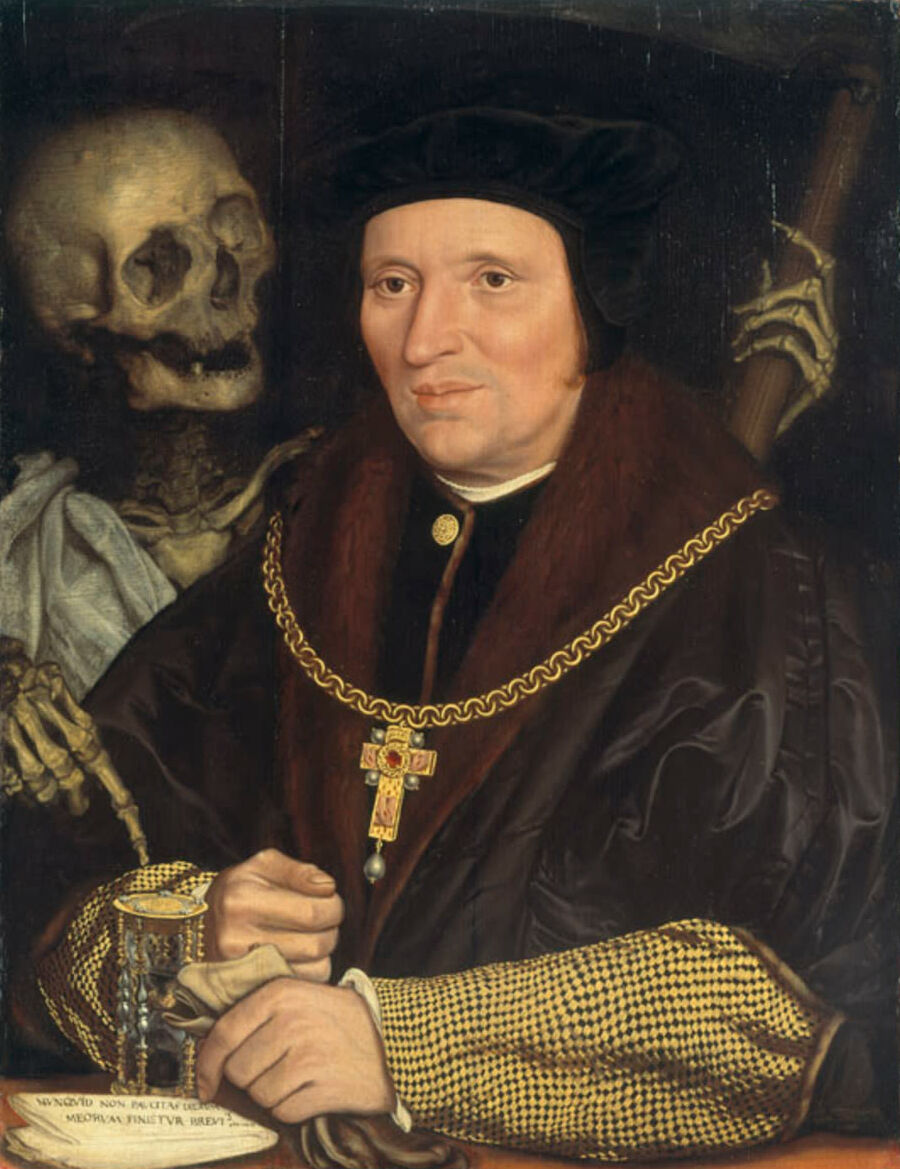
Porträt von Sir Brian Tuke, beschattet vom Tod, circa 1540, Urheber: Anonymous, nach Hans Holbein dem Jüngeren, Alte Pinakothek, München

Vorbild für das Selbstporträt war ein Porträt des englischen Adeligen Sir Bryan Tuke, das zu Lebzeiten von Arnold Böcklin noch Hans Holbein dem Jüngeren zugeschrieben wurde und sich in der Alten Pinakothek in München befindet. Auf diesem Gemälde steht ein Skelett mit Stundenglas hinter dem Porträtierten.

## Einordnung
Arnold Böcklin hat während seines gesamten Schaffens den Tod thematisiert. Zu den bekanntesten seiner Gemälde gehört Die Toteninsel, die es in insgesamt fünf Versionen gab. Vier davon hängen noch in verschiedenen Museen der Welt, die vierte Version ging während des Zweiten Weltkrieges verloren. Auch seine Pestgemälde thematisieren den Tod.

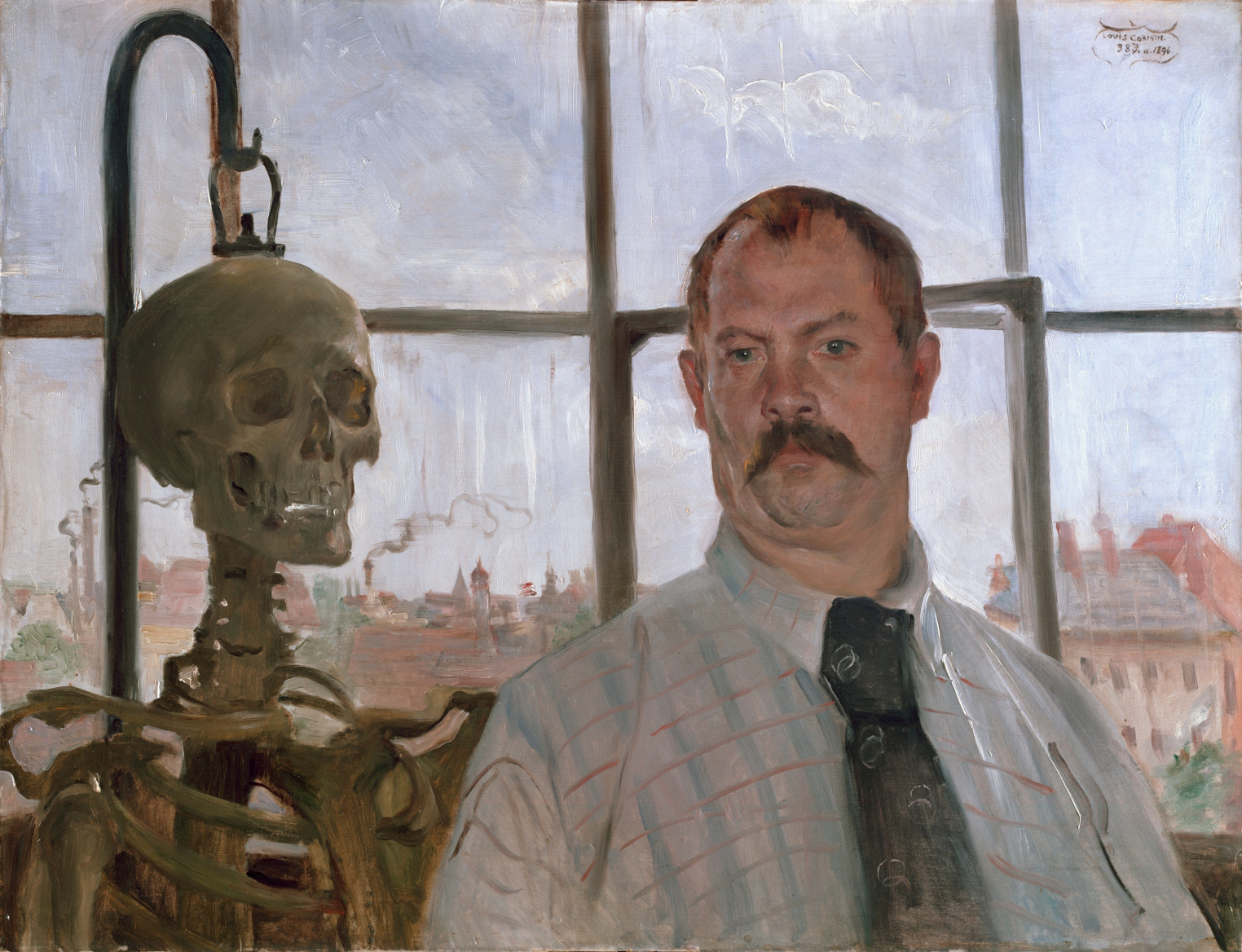
Selbstporträt mit Skelett, Lovis Corinth, 1896

Böcklins Selbstbildnis mit fiedelndem Tod inspirierte mehrere seiner Künstlerkollegen zu ähnlichen Gemälden. Dazu gehört das in der Staatlichen Kunsthalle, Karlsruhe befindliche Selbstbildnis mit Tod von Hans Thoma aus dem Jahre 1875 und das in der Städtischen Galerie im Lenbachhaus, München hängende Gemälde Selbstporträt mit Skelett von Lovis Corinth aus dem Jahre 1896.
Den Schriftsteller Wolf Justin Hartmann (1894–1969) beeinflusste das Bild vermutlich zu seiner zwischen 1938 und 1956 erschienenen Tetralogie Die Schicksalsgeige, welche die Romane Durst (1938), Mann im Mars (1940), Das Papageiennest (1948) sowie Das Spiel an der Sulva (1956) umfasst. In jedem dieser vier Romane spielt der Tod als Hauptakteur eine andere Saite an, deren Klang der Autor dem Text voranstellte.

## Provenienz
Erste bekannter Besitzer des Bildes war der Berliner Kunstsammler Adolf Liebermann von Wahlendorf. Er trennte sich 1876 von dem Gemälde. Über Rudolph Lepke’s Kunst-Auctions-Haus gelangte das Bild in den Besitz des Berliner Kaufmanns
Arthur Prins-Reichenheim. Anschließend kam es in die Sammlung von Louis La Roche-Ringwald in Basel, der es 1898 an die Nationalgalerie in Berlin verkaufte.